# Aethionema levandowskyi
Aethionema levandowskyi är en korsblommig växtart som beskrevs av Nikolaj Adolfovitj Busj. Aethionema levandowskyi ingår i släktet Aethionema och familjen korsblommiga växter. Inga underarter finns listade i Catalogue of Life.